# Archandrodesmus areatus
Archandrodesmus areatus är en mångfotingart som beskrevs av Carl 1932. Archandrodesmus areatus ingår i släktet Archandrodesmus och familjen fingerdubbelfotingar. Inga underarter finns listade i Catalogue of Life.